# Associação Macaé de Basquete
A Associação Macaé de Basquete, ou simplesmente Macaé Basquete, é um time brasileiro de basquete com sede em Macaé, Brasil.

## História
A história do Macaé Basquete começa em 2001, com a participação do Tênis Clube Macaé no campeonato estadual do Rio de Janeiro. Em 2002, a Liga Macaense de Basketball passa a dirigir o projeto macaense. O ano de 2004 foi especial para a equipe do norte fluminense, que conseguiu dois títulos: o Rio Open e os Jogos Abertos do Interior. Em 2005, o clube disputa pela primeira vez o Campeonato Brasileiro, quando este ainda tinha a organização da CBB. Em 2009, a Associação Macaé de Basquete foi criada para dar continuidade à Liga Macaense. Porém, a equipe reiniciou suas atividades apenas em 2012, com as categorias de base. O time adulto do Macaé Basquete retornou em 2013 e preencheu a lacuna deixada pela outra equipe, o Macaé Sports. A população de Macaé acolheu a equipe e lotou o Ginásio Juquinha em todos os jogos da equipe durante a campanha para participar do Novo Basquete Brasil. 
Para garantir a vaga no NBB, o Macaé teve que jogar primeiro a Copa Brasil Sudeste de Basquete de 2013, onde os três melhores times do torneio estariam classificados para a Supercopa Brasil de Basquete. Na primeira fase, a equipe conseguiu o primeiro lugar, com oito vitórias e duas derrotas. O time macaense conseguiu chegar às semifinais, mas foi eliminado pelo Fluminense. No final, Macaé, Rio Claro e Fluminense se classificaram para o torneio nacional, a Supercopa Brasil, que reuniu as melhores equipes de torneios regionais. Na Supercopa, o Macaé terminou a primeira fase em primeiro lugar no Grupo A, com duas vitórias e nenhuma derrota. Na semifinal, a equipe enfrentou o Rio Claro novamente, mas desta vez conseguiu a vitória, qualificando-se para a final e, consequentemente, para o Torneio de Acesso/Descida ao NBB. O Macaé foi derrotado na final pelo Fluminense, mas ambas as equipes ganharam o direito de jogar, em um grupo de três equipes, um torneio de acesso ao NBB com o penúltimo do NBB 2012-13, o Tijuca Tênis Clube. Com uma vitória e uma derrota, a equipe terminou o torneio em segundo lugar, atrás do Tijuca, que conseguiu duas vitórias em dois jogos. Assim, o Tijuca conseguiu se manter na elite do basquete brasileiro, enquanto o Macaé conseguiu participar do NBB pela primeira vez, voltando ao cenário nacional depois de oito anos.
Na primeira participação no NBB, a equipe terminou em 13.º, a uma posição da zona dos playoffs, obtendo uma campanha de 13 vitórias e 19 derrotas. No NBB 2014-15, o time macaense se classificou para os playoffs ao ficar com a 12.º vaga. Nas oitavas, enfrentou o quinto colocado Minas e, mesmo sem ter a vantagem do mando de quadra, bateu os mineiros por 3 a 1. Nas quartas, fez uma série totalmente equilibrada contra o Mogi das Cruzes e após cinco jogos foi superado pela equipe de São Paulo, terminando na oitava colocação, a sua melhor participação em Campeonatos Brasileiros. No NBB 2015-16, o Macaé Basquete conquistou apenas seis vitórias em 28 jogos, ficando em último lugar no certame. Devido à desistência do São José e do Rio Claro, o time carioca não foi rebaixado à Liga Ouro. No NBB 9, mais uma vez alcança os playoffs com a 12.ª posição. Nas oitavas, apesar de fazer três jogos bons, o Macaé foi derrotado pelo Bauru, que viria a ser o campeão brasileiro daquela temporada. Embora não tenha sido rebaixado, o time do norte fluminense preferiu, por questões financeiras, diputar a Liga Ouro de 2018 na temporada 2017-18. No torneio, a agremiação macaense ficou em quarto lugar, ao ser derrotada na semifinal pelo Corinthians. Desde então, o Macaé Basquete está afastado das competições adultas, mas segue em atividade e desenvolvendo projetos sociais na cidade, como o Basquete na praça e o Basquete sobre rodas.           

## Títulos
| Estaduais      | Estaduais        | Estaduais | Estaduais  |
|                | Competição       | Títulos   | Temporadas |
| -------------- | ---------------- | --------- | ---------- |
| Rio de Janeiro | Torneio Rio-Open | 1         | 2004       |
| Rio de Janeiro | Torneio Carioca  | 1         | 2013       |

### Outros Torneios
- Jogos Abertos do Interior do RJ: 2004.
- Jogos Abertos Brasileiros: 2005.

## Campanha de destaque
- Vice-campeão do Campeonato Carioca: 3 vezes (2013, 2014 e 2015).